# Odřivous (heraldika)

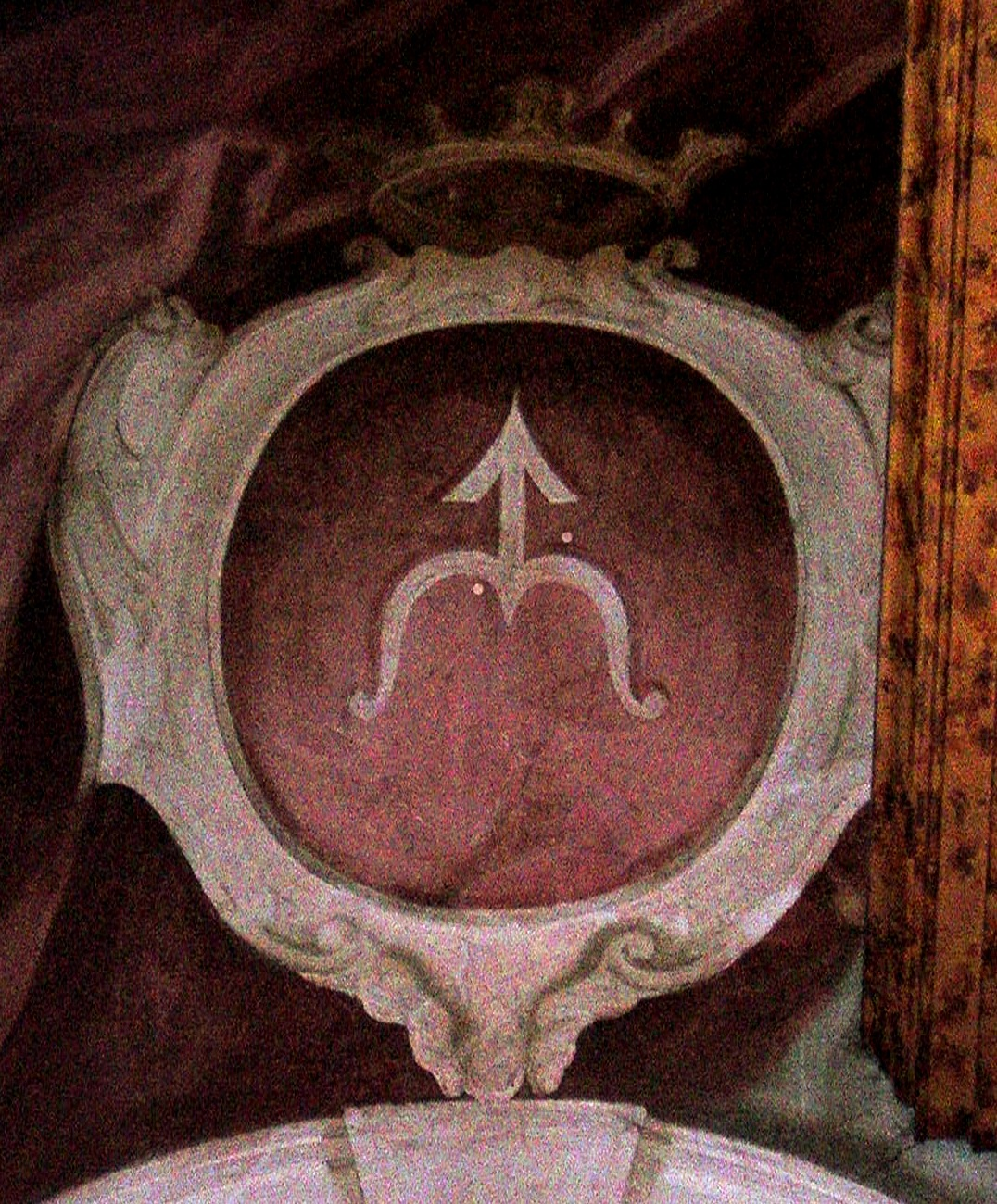
Odřivous v erbu pánů z Kravař na fresce v kostele Nejsvětější Trojice ve Fulneku

Odřivous je heraldické znamení, které používalo ve svých erbech množství šlechtických rodů pocházejících z rodu Benešovců (především páni z Kravař) a dnes se nachází mj. ve znacích slezských obcí Kravaře, Bílovec, české obce Hrusice a moravské obce Kvasice.

## Původ
Podle erbovní pověsti je odřivous knírem, který na velkomoravském dvoře svému obrovskému protivníkovi vytrhl drobný zápasník Saul a na znamení svého vítězství jej nabodnutý na šíp poslal svému vladaři. Podle jiného výkladu je odřivous zavinutá střela, tedy šíp s kusem hořící látky používaný při bojích např. k zapalování střech.